# Amastus ferreobrunnea
Amastus ferreobrunnea là một loài bướm đêm thuộc phân họ Arctiinae, họ Erebidae.